# Rothia (Fabaceae)
Rothia là một chi thực vật có hoa thuộc họ Fabaceae. Nó thuộc phân họ Faboideae.

## Phân loại
Chi này gồm 2 loài:
- Rothia indica (L.) Druce
  - subsp. australis A.E.Holland
  - subsp. indica (L.) Druce
- Rothia hirsuta (Guill. & Perr.) Baker